# Plastålektrik
Plastålektrik är en musikskiva av artisten Stry Terrarie (som runt den här tiden bytte artistnamn till Stry Kanarie) från 1991.

## Låtlista
1. Skaka hand
2. Diggar du sånt
3. Laddat lugn
4. Pengar, pengar
5. Helgeå
6. Sveriges barn
7. Flickan med det
8. Anarki/äcklig
9. Klubb Kasbahn
10. Krossa
11. Vackra tal
12. Ta mig hem
13. Släng det
14. Kaos
15. Helikopter sång